# 野坂浩
野坂 浩（のさか ひろし、1914年（大正3年）10月1日 - 2004年（平成16年）8月19日）は、元体操選手。慶應義塾大学経済学部卒業。

## 経歴・人物
東京府出身。1936年ベルリンオリンピックの男子体操競技に出場した。現役引退後は、日本体操協会顧問を務めた。